# Karabo Sibanda
Karabo Sibanda (2 de julio de 1998) es un deportista de Botsuana que compite en atletismo. Ganó una medalla de bronce en el Campeonato Mundial de Atletismo Sub-20 de 2016, en la prueba de 400 m.